# San Lorenzo al Mare
San Lorenzo al Mare (San Loenso in ligure) è un comune italiano di 1 218 abitanti della provincia di Imperia in Liguria.

## Geografia fisica
Il comune è un piccolo borgo costiero della Riviera di Ponente che, con una superficie di poco più di un chilometro quadrato, è il comune più piccolo della provincia di Imperia e dell'intera regione, ma il sesto nella classifica provinciale per l'alta densità della popolazione sparsa nel territorio comunale.
Oggi l'odierno abitato si estende lungo il torrente San Lorenzo, sia nell'area costiera che in quella collinare, ricordando dall'alto la forma di un'ancora diviso in due distinti nuclei urbani.

## Storia

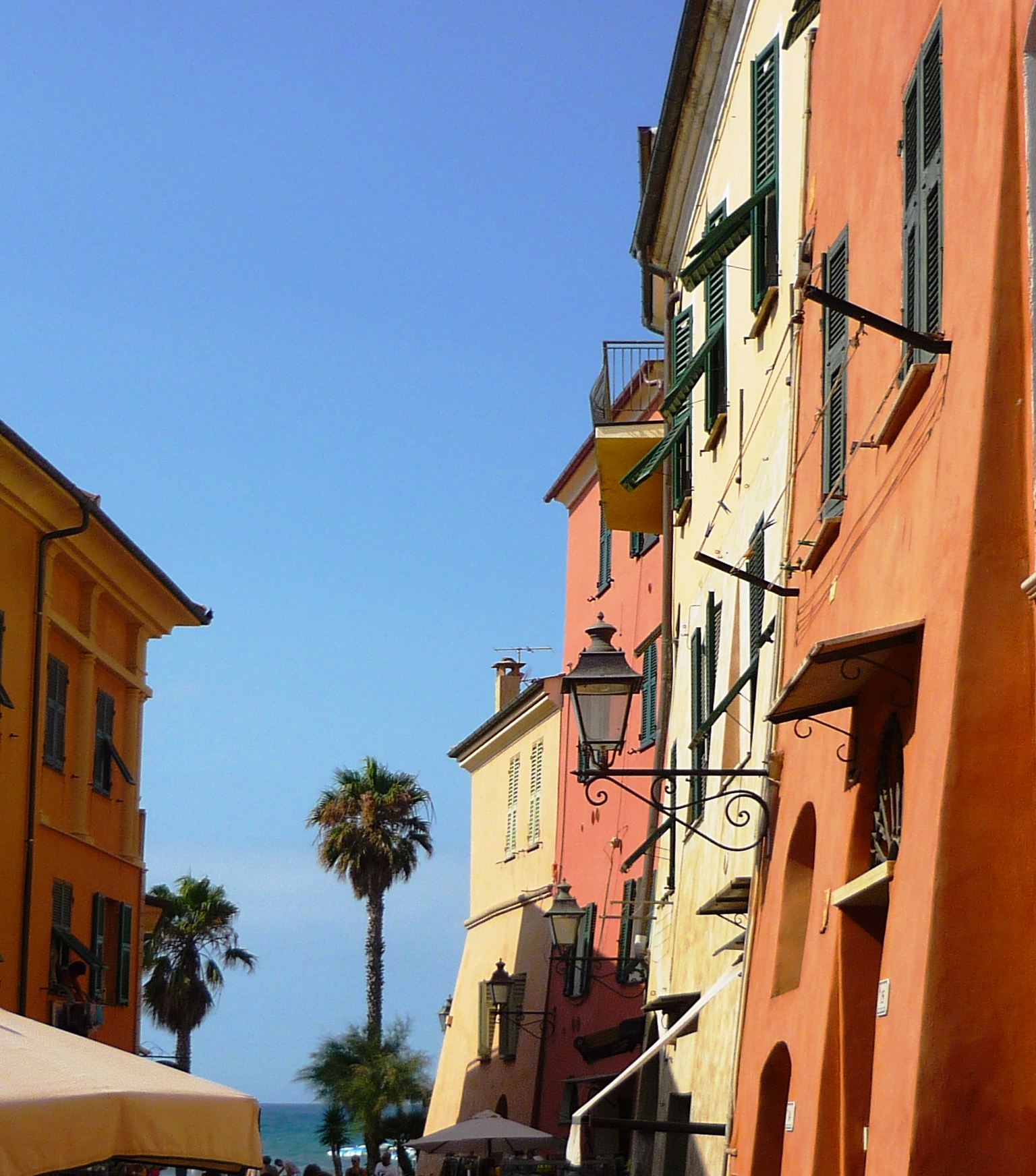
Scorcio del centro storico sanlorenzino

La nascita del piccolo borgo collinare è legata ai fatti storici che nel XII secolo cambiarono i territori feudali della zona ponentina ligure. I signori locali, i Lengueglia, cedettero infatti il territorio feudale di Pietrabruna a Porto Maurizio e i signori di quest'ultima decisero allora di edificare un nuovo nucleo urbano sulla sponda sinistra del rio San Lorenzo. Nacquero così due distinti borghi: il primo, sulla riva destra, rimase di proprietà dei Lengueglia e dei monaci benedettini del principato monastico di Villaregia di Santo Stefano al Mare, dipendente dall'abbazia di Santo Stefano di Genova; il secondo divenne proprietà dei signori di Porto Maurizio.
Il borgo costiero si sviluppò nell'area adiacente al rio San Lorenzo, chiamato anticamente Aqua Sancti Laurentii, dove alla foce potevano approdare le navi e le imbarcazioni usate dagli abitanti per la pesca. Proprio dalla foce del San Lorenzo nel 1284 partirono su una galea 62 marinai per appoggiare la Repubblica di Genova nella battaglia della Meloria contro la flotta navale pisana.
Verso la metà del XVI secolo entrambe le località, poste in pratica una davanti all'altra, subirono le incursioni dei pirati saraceni, che devastavano e depredavano i borghi e villaggi della Liguria. Il primo passo verso l'unificazione dei due paesi avvenne nel 1749, dopo l'occupazione austriaca della Liguria, quando i due borghi vennero unificati in un'unica comunità religiosa.
Con la caduta della repubblica genovese sul finire del 1797, i due borghi furono uniti in un'unica municipalità, compresa nel cantone di Porto Maurizio nella giurisdizione degli Ulivi. Dal 1805, con il passaggio della Repubblica Ligure nel Primo Impero francese, San Lorenzo rientrò nel circondario di Porto Maurizio, del Dipartimento di Montenotte. Fu annesso al Regno di Sardegna nel 1815 dopo il congresso di Vienna del 1814. Facente parte del Regno d'Italia dal 1861, dal 1859 al 1926 il territorio fu compreso nel VI mandamento portorino del circondario di Porto Maurizio facente parte della provincia di Nizza (poi provincia di Porto Maurizio e, dal 1923, di Imperia). Nel 1862 assunse l'odierna denominazione di San Lorenzo al Mare.
Nel 1872 il nucleo urbano fu raggiunto dalla linea ferroviaria Genova-Ventimiglia che, con la precedente costruzione di un ponte nel 1831 sul torrente San Lorenzo, permise un più rapido collegamento con gli altri paesi costieri della Riviera dei Fiori.
Nel 1928 al comune di San Lorenzo al Mare fu aggregato il soppresso comune di Civezza, ente che tornò ad una propria autonomia amministrativa nel 1946.
Dal 2015 al 2024 ha fatto parte dell'Unione dei comuni della Valle del San Lorenzo.

### Simboli
Stemma
Gonfalone

Lo stemma e il gonfalone sono stati concessi con decreto del presidente della Repubblica n. 4250 del 7 settembre 1987. 

## Monumenti e luoghi d'interesse

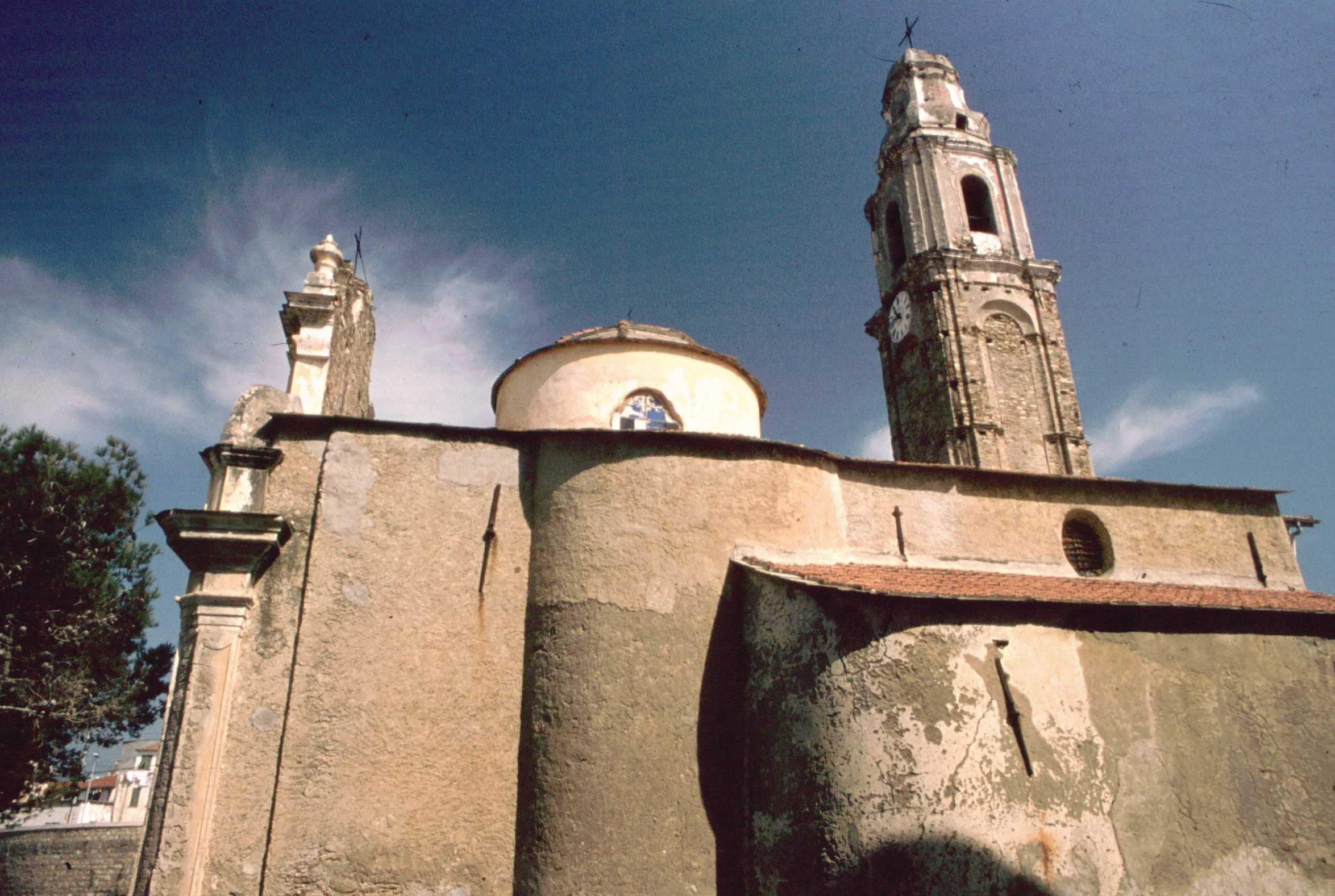
La chiesa parrocchiale di Santa Maria Maddalena

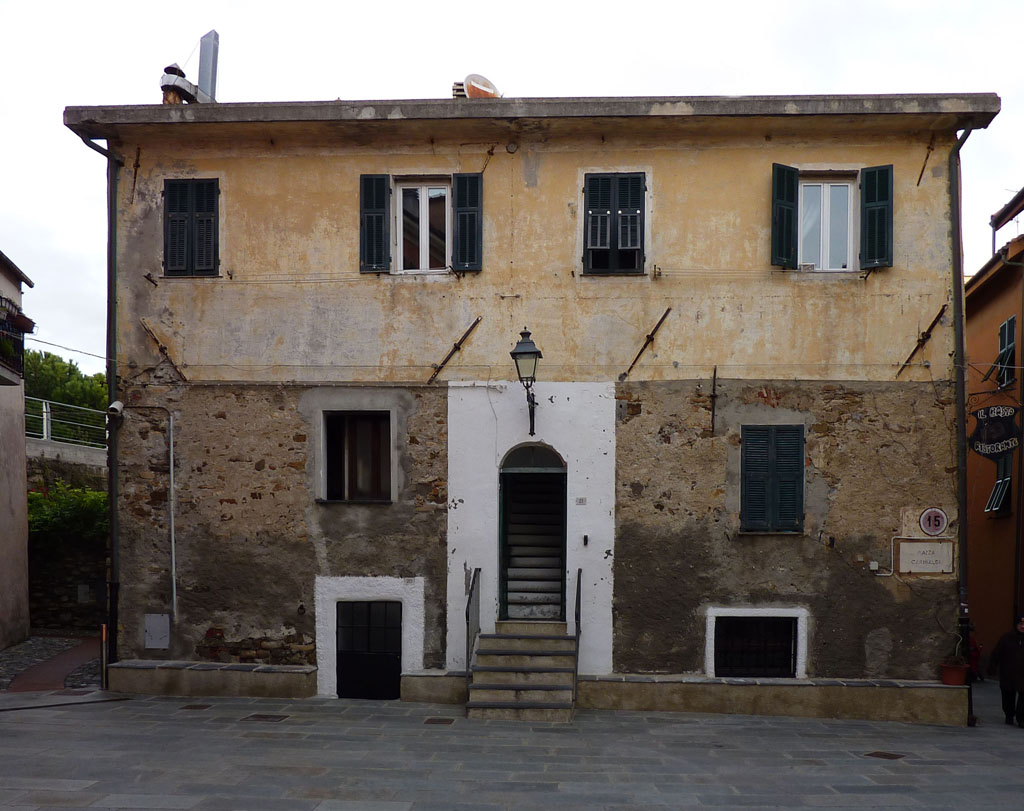
Piazza Garibaldi, nel centro storico.

### Architetture religiose
- Chiesa parrocchiale di Santa Maria Maddalena nel capoluogo, risalente tra il XIII e il XIV secolo. Rifatta in stile barocco nel corso del 1766, conserva all'interno diversi cicli di affreschi di pittori anonimi.

## Società

### Evoluzione demografica
Abitanti censiti

### Etnie e minoranze straniere
Secondo i dati Istat al 31 dicembre 2019, i cittadini stranieri residenti a San Lorenzo al Mare sono 104.

### Qualità della vita
La località ha ottenuto dal 2013 dalla FEE-Italia (Foundation for Environmental Education) il conferimento della Bandiera blu per la qualità delle sue spiagge e per la qualità dei servizi del porto turistico ("Marina di San Lorenzo").

## Geografia antropica

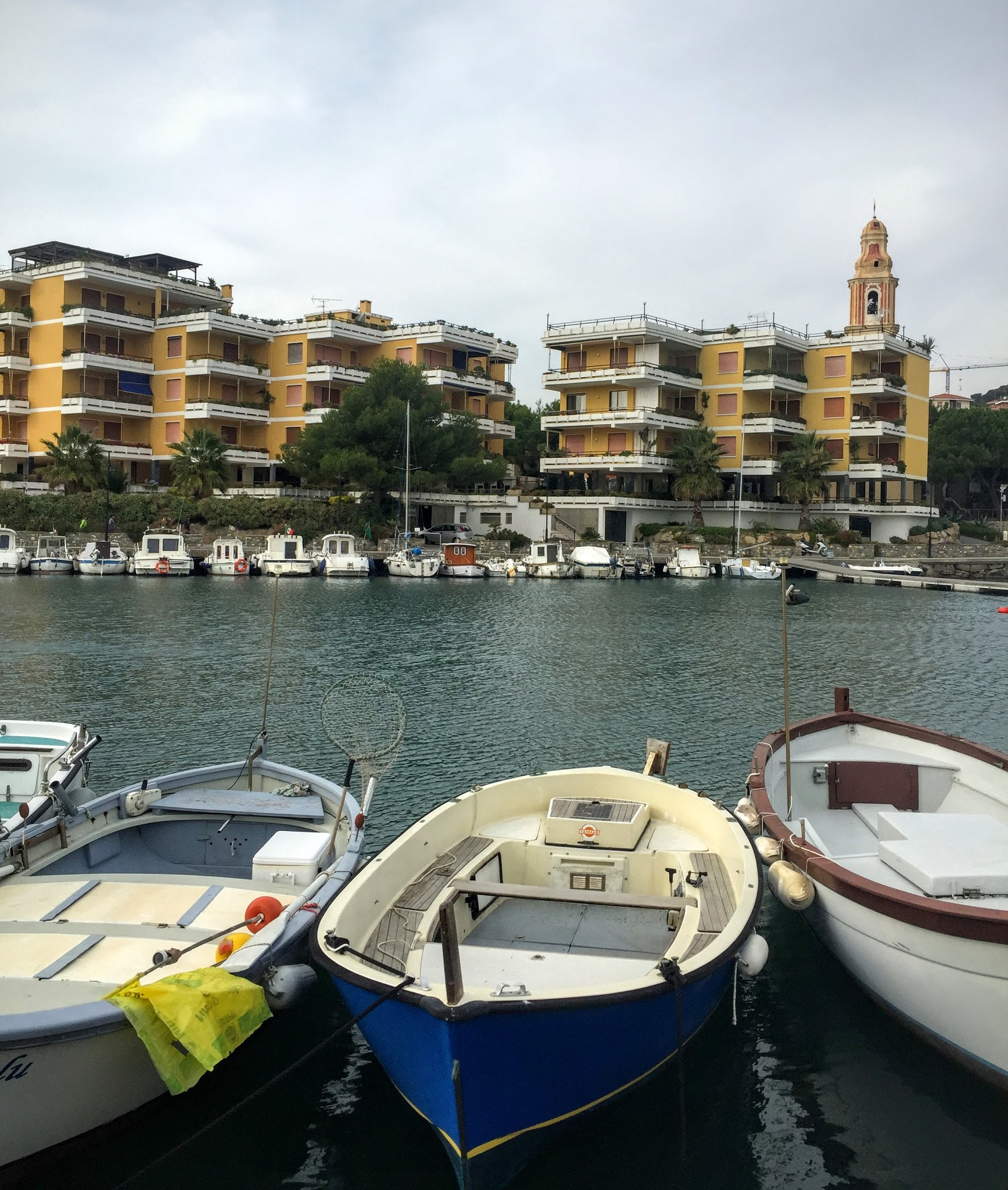
Scorcio della marina

Il territorio comunale è costituito dal solo capoluogo comunale, per una superficie territoriale di 1,29 km².
Confina a nord con il comune di Civezza, a sud è bagnato dal mar Ligure, ad ovest confina con Cipressa e Costarainera e ad est con Imperia.

## Economia
Le principali risorse economiche del comune sono, oltre al turismo vacanziero, l'attività vinicola, specie nella produzione del Vermentino, e la floricoltura.
La località ha ottenuto dalla FEE-Italia (Foundation for Environmental Education) il conferimento della bandiera blu per la qualità delle sue spiagge.

## Infrastrutture e trasporti

### Strade
Il territorio comunale di San Lorenzo al Mare è attraversato dalla strada statale 1 Via Aurelia, che permette il collegamento con Imperia, ad est, e Costarainera, verso occidente. La provinciale 44 consente di raggiungere con il territorio di Civezza.

### Ferrovie
Prima dello spostamento a monte della linea ferroviaria Genova-Ventimiglia negli anni 2000, il territorio era servito dalla soppressa stazione di San Lorenzo al Mare, condivisa con Cipressa.
Piste ciclabili
Il territorio comunale di San Lorenzo al Mare è attraversato dalla Ciclovia "Riviera dei Fiori", lunga circa 32 km, che da ovest verso est collega i vari comuni costieri lungo il vecchio tracciato della ferrovia Genova-Ventimiglia.

## Amministrazione
| Periodo          | Periodo          | Primo cittadino   | Partito                         | Carica  | Note   |
| ---------------- | ---------------- | ----------------- | ------------------------------- | ------- | ------ |
| 30 maggio 1985   | 6 giugno 1990    | Luciano Re        | Partito Socialista Italiano     | Sindaco |        |
| 6 giugno 1990    | 13 febbraio 1991 | Luciano Re        | Partito Socialista Italiano     | Sindaco | [ 13 ] |
| 13 febbraio 1991 | 24 aprile 1995   | Francesco Bianchi | Partito Socialista Italiano     | Sindaco |        |
| 24 aprile 1995   | 14 giugno 1999   | Francesco Bianchi | lista civica di centro-sinistra | Sindaco |        |
| 14 giugno 1999   | 14 giugno 2004   | Francesco Bianchi | lista civica di centro-sinistra | Sindaco |        |
| 14 giugno 2004   | 8 giugno 2009    | Marina Avegno     | lista civica                    | Sindaco |        |
| 8 giugno 2009    | 26 maggio 2014   | Marina Avegno     | Per San Lorenzo (lista civica)  | Sindaco |        |
| 10 giugno 2014   | 26 maggio 2019   | Paolo Tornatore   | Per San Lorenzo (lista civica)  | Sindaco | [ 14 ] |
| 27 maggio 2019   | 10 giugno 2024   | Paolo Tornatore   | Per San Lorenzo (lista civica)  | Sindaco |        |
| 10 giugno 2024   | in carica        | Enzo Mazzarese    | Per San Lorenzo (lista civica)  | Sindaco |        |

## Sport

### Ciclismo
Giro d'Italia
San Lorenzo al Mare è stata sede della cosiddetta "Grande Partenza" del Giro d'Italia nell'edizione del 2015, con il via ufficiale della corsa dato il 9 maggio dal parcehggio della Vecchia Stazione alla volta di Sanremo, dove si concluse la prima tappa (cronometro a squadre) con la vittoria del team australiano Orica-GreenEDGE. L'evento rimane l'unico in cui la città è stata sede di tappa della "Corsa Rosa".